# Lentigny (Loire)
Pour les articles homonymes, voir Lentigny.
Lentigny est une commune française située dans le département de la Loire en région Auvergne-Rhône-Alpes.

## Géographie

### Climat
Pour des articles plus généraux, voir Climat d'Auvergne-Rhône-Alpes et Climat de la Loire.
En 2010, le climat de la commune est de type climat océanique dégradé des plaines du Centre et du Nord, selon une étude du Centre national de la recherche scientifique s'appuyant sur une série de données couvrant la période 1971-2000. En 2020, Météo-France publie une typologie des climats de la France métropolitaine dans laquelle la commune est exposée à un climat de montagne ou de marges de montagne et est dans la région climatique Nord-est du Massif Central, caractérisée par une pluviométrie annuelle de 800 à 1 200 mm, bien répartie dans l’année.
Pour la période 1971-2000, la température annuelle moyenne est de 10,8 °C, avec une amplitude thermique annuelle de 16,6 °C. Le cumul annuel moyen de précipitations est de 845 mm, avec 9,7 jours de précipitations en janvier et 7,2 jours en juillet. Pour la période 1991-2020, la température moyenne annuelle observée sur la station météorologique de Météo-France la plus proche, « Roanne-Riorges_aéro », sur la commune de Saint-Léger-sur-Roanne à 5 km à vol d'oiseau, est de 11,8 °C et le cumul annuel moyen de précipitations est de 668,1 mm,. Pour l'avenir, les paramètres climatiques de la commune estimés pour 2050 selon différents scénarios d'émission de gaz à effet de serre sont consultables sur un site dédié publié par Météo-France en novembre 2022.

## Urbanisme

### Typologie
Au 1er janvier 2024, Lentigny est catégorisée bourg rural, selon la nouvelle grille communale de densité à sept niveaux définie par l'Insee en 2022.
Elle appartient à l'unité urbaine de Lentigny, une agglomération intra-départementale regroupant trois  communes, dont elle est ville-centre,,. Par ailleurs la commune fait partie de l'aire d'attraction de Roanne, dont elle est une commune de la couronne,. Cette aire, qui regroupe 88 communes, est catégorisée dans les aires de 50 000 à moins de 200 000 habitants,.

### Occupation des sols
L'occupation des sols de la commune, telle qu'elle ressort de la base de données européenne d’occupation biophysique des sols Corine Land Cover (CLC), est marquée par l'importance des territoires agricoles (83,3 % en 2018), en diminution par rapport à 1990 (87,2 %). La répartition détaillée en 2018 est la suivante : 
prairies (62,8 %), zones agricoles hétérogènes (18,6 %), zones urbanisées (12,7 %), forêts (3,2 %), cultures permanentes (1,9 %), milieux à végétation arbustive et/ou herbacée (0,8 %). L'évolution de l’occupation des sols de la commune et de ses infrastructures peut être observée sur les différentes représentations cartographiques du territoire : la carte de Cassini (XVIIIe siècle), la carte d'état-major (1820-1866) et les cartes ou photos aériennes de l'IGN pour la période actuelle (1950 à aujourd'hui).

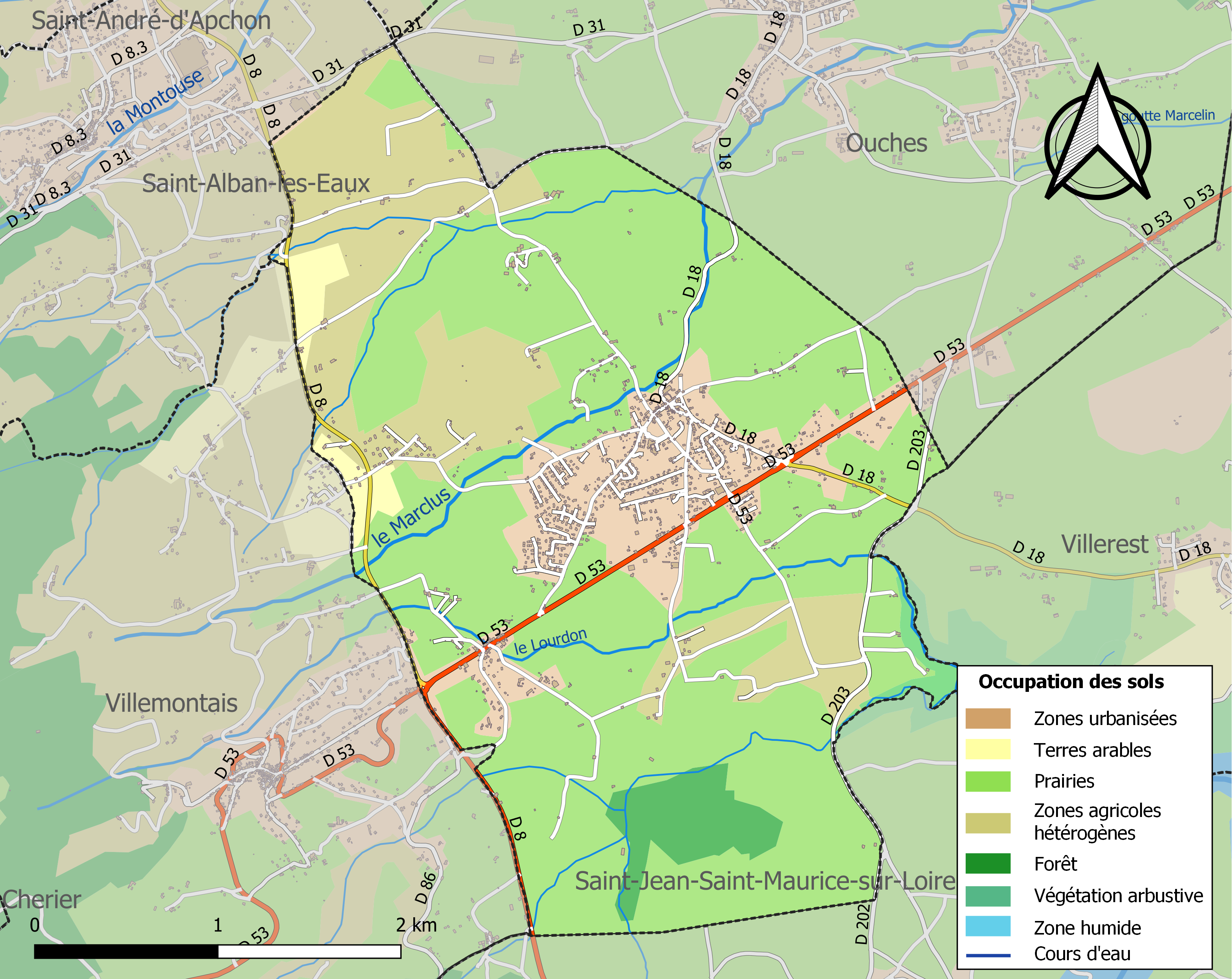
Carte des infrastructures et de l'occupation des sols de la commune en 2018 (CLC).

## Histoire
Depuis le 1er janvier 2013, la communauté de communes de l'Ouest roannais dont faisait partie la commune s'est intégrée au Roannais Agglomération.

## Politique et administration
| Période                                  | Période   | Identité             | Étiquette | Qualité                                                                |
| ---------------------------------------- | --------- | -------------------- | --------- | ---------------------------------------------------------------------- |
| Les données manquantes sont à compléter. |           |                      |           |                                                                        |
| 1900                                     | 1901      | Pierre Gaume         |           |                                                                        |
| 1901                                     | 1904      | Antoine Goujon       |           |                                                                        |
| 1904                                     | 1919      | Maurice Gaume        |           |                                                                        |
| 1919                                     | 1940      | Claude-Marie Traclet |           |                                                                        |
| 1940                                     | 1941      | Jean Becouze         |           |                                                                        |
| 1941                                     | 1944      | Léon Thinon          |           |                                                                        |
| 1944                                     | 1953      | Jean Becouze         |           |                                                                        |
| 1953                                     | 1971      | Georges Blanc        |           |                                                                        |
| 1971                                     | 1977      | Henri Coutaudier     |           |                                                                        |
| 1977                                     | 1995      | Raymond Petibout     | UDF       | arbitre international de basket                                        |
| 1995                                     | 2008      | Joseph Perey         | UDF       | Ancien vice-président de la communauté de communes de l'Ouest roannais |
| 2008                                     | 2020      | Bernard Sainrat      | DVG       | Cadre fonction publique retraité                                       |
| Mai 2020                                 | Mars 2021 | Véronique Gardette   | DVG       | Institutrice                                                           |
| Mars 2021                                | en cours  | Christophe Potet     | DVG       | Chargé d'opérations bailleur social                                    |

## Démographie
L'évolution du nombre d'habitants est connue à travers les recensements de la population effectués dans la commune depuis 1793. Pour les communes de moins de 10 000 habitants, une enquête de recensement portant sur toute la population est réalisée tous les cinq ans, les populations de référence des années intermédiaires étant quant à elles estimées par interpolation ou extrapolation. Pour la commune, le premier recensement exhaustif entrant dans le cadre du nouveau dispositif a été réalisé en 2005.

En 2022, la commune comptait 1 794 habitants, en évolution de +4,48 % par rapport à 2016 (Loire : +1,32 %, France hors Mayotte : +2,11 %).
| 1793 | 1800 | 1806 | 1821 | 1831 | 1836 | 1841 | 1846 | 1851 |
| ---- | ---- | ---- | ---- | ---- | ---- | ---- | ---- | ---- |
| 350  | 345  | 360  | 389  | 442  | 399  | 409  | 464  | 503  |

| 1856 | 1861 | 1866 | 1872 | 1876 | 1881 | 1886 | 1891 | 1896 |
| ---- | ---- | ---- | ---- | ---- | ---- | ---- | ---- | ---- |
| 511  | 516  | 553  | 563  | 592  | 654  | 778  | 831  | 870  |

| 1901 | 1906 | 1911 | 1921 | 1926 | 1931 | 1936 | 1946 | 1954 |
| ---- | ---- | ---- | ---- | ---- | ---- | ---- | ---- | ---- |
| 906  | 924  | 804  | 666  | 635  | 574  | 602  | 612  | 712  |

| 1962 | 1968 | 1975  | 1982  | 1990  | 1999  | 2005  | 2006  | 2010  |
| ---- | ---- | ----- | ----- | ----- | ----- | ----- | ----- | ----- |
| 752  | 842  | 1 010 | 1 311 | 1 411 | 1 351 | 1 375 | 1 395 | 1 587 |

| 2015  | 2020  | 2022  | - | - | - | - | - | - |
| ----- | ----- | ----- | - | - | - | - | - | - |
| 1 695 | 1 798 | 1 794 | - | - | - | - | - | - |

## Culture locale et patrimoine

### Lieux et monuments
- Église Notre-Dame-de-l'Assomption de Lentigny.

```
           
```

### Club de sports de lentigny
- Club de basket-ball

USL (Union Sportive de Lentigny).
Raymond Petitbout a créé l’USL en 1953. Il en a été le premier président.
Couleurs de maillot : Jaune et vert.

### Personnalité liée à la commune
- Laure Gardette (° 1969), monteuse française, César du meilleur montage pour Polisse lors de la 37e cérémonie des César, née à Lentigny.
- Raymond Petibout arbitre internationalde Basket-ball 1963-1973, Maire de 1977 à 1995